# Norma Santini
Norma Santini (Valera, Venezuela, 20 de julio de 1932) es una esgrimista venezolana. Compitió en las pruebas de florete femenino individual y por equipos en los Juegos Olímpicos de 1960.